# Данвилл (тауншип, Миннесота)
Данвилл (англ. Danville) — тауншип в округе Блу-Эрт, Миннесота, США. На 2000 год его население составило 262 человека.

## География
По данным Бюро переписи населения США площадь тауншипа составляет 93,5 км², из которых 92,8 км² занимает суша, а 0,7 км² — вода (0,72 %).

## Демография
По данным переписи населения 2000 года здесь находились 262 человека, 95 домохозяйств и 77 семей.  Плотность населения —  2,8 чел./км².  На территории тауншипа расположено 102 постройки со средней плотностью 1,1 построек на один квадратный километр. Расовый состав населения: 98,85 % белых, 0,38 % — других рас США и 0,76 % приходится на две или более других рас. Испанцы или латиноамериканцы любой расы составляли 0,38 % от популяции тауншипа.
Из 95 домохозяйств в 33,7 % воспитывались дети до 18 лет, в 73,7 % проживали супружеские пары, в 4,2 % проживали незамужние женщины и в 18,9 % домохозяйств проживали несемейные люди. 17,9 % домохозяйств состояли из одного человека, при том 8,4 % из — одиноких пожилых людей старше 65 лет. Средний размер домохозяйства — 2,76, а семьи — 3,12 человека.
24,4 % населения младше 18 лет, 7,6 % в возрасте от 18 до 24 лет, 22,9 % от 25 до 44, 31,7 % от 45 до 64 и 13,4 % старше 65 лет. Средний возраст — 43 лет. На каждые 100 женщин приходилось 113,0 мужчин.  На каждые 100 женщин старше 18 приходилось 122,5 мужчин.
Средний годовой доход домохозяйства составлял 41 250 долларов, а средний годовой доход семьи —  47 083 доллара. Средний доход мужчин —  28 750  долларов, в то время как у женщин — 18 542. Доход на душу населения составил 21 527 долларов. За чертой бедности находились 9,6 % семей и 12,3 % всего населения тауншипа, из которых 19,7 % младше 18 лет.